# Keithtal
Ett Keithtal är ett tal i följande heltalsföljd:
14, 19, 28, 47, 61, 75, 197, 742, 1104, 1537, 2208, 2580, 3684, 4788, 7385, 7647, 7909, 31331, 34285, 34348, 55604, 62662, 86935, 93993, 120284, 129106, 147640, 156146, 174680, 183186, 298320, 355419, 694280, 925993, 1084051, 7913837, 11436171, 33445755, 44121607, … (talföljd A007629 i OEIS)
Keithtal infördes av matematikern Mike Keith 1987. De är beräkningsmässigt mycket svåra att hitta. Hittills finns det bara cirka 100 kända Keithtal.

## Inledning
För att avgöra om ett n-siffrigt tal N är ett Keithtal skapar man en Fibonacci-liknande talföljd som börjar med de n siffrorna i N med den mest signifikanta siffran först. Man fortsätter sedan talföljden med termer som var och en är summan av de n föregående termerna. N är ett Keithtal om N ingår i den på detta sätt konstruerade talföljden.
Betrakta exempelvis ett tresiffrigt tal N = 197. Talföljden blir då:
1, 9, 7, 17, 33, 57, 107, 197, 361, …
Eftersom 197 ingår i talföljden så är det ett Keithtal.

## Definition
Ett Keithtal är ett positivt heltal N som är en term i en linjär återkommande relation med inledande termer baserade på dess egna siffror. Givet för ett n-siffrigt tal
{\displaystyle N=\sum _{i=0}^{n-1}10^{i}{d_{i}},}
en talföljd {\displaystyle S_{N}} som är utformad med inledande termer {\displaystyle d_{n-1},d_{n-2},\ldots ,d_{1},d_{0}} och med en följande term som ges som summan av de n föregående termerna. Om talet N ingår i talföljden {\displaystyle S_{N}} så är N ett Keithtal. Ensiffriga tal besitter egenskapen Keithtal trivialt och är oftast uteslutna.

## Att hitta Keithtal
Huruvida det finns oändligt många Keithtal är inte känt. Keithtal är sällsynta och svåra att hitta. De bara kan hittas genom uttömmande sökning, ingen effektivare är algoritm känd. I genomsnitt {\displaystyle \textstyle {\frac {9}{10}}\log _{2}{10}\approx 2.99} Keithtal förväntas finnas mellan två på varandra följande tiopotenser. Kända resultat tycks stöda detta.